# دیپک دار
دیپک دار (انگلیسی: Deepak Dhar؛ زادهٔ ۳۰ اکتبر ۱۹۵۱) دانشمند در زمینه اهل هند و از دانش‌آموختگان انستیتوی فناوری کالیفرنیااست.